# Chueca

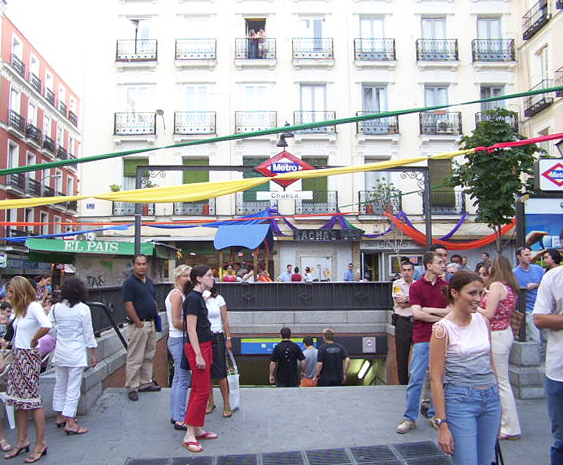
Intrarea staţiei de metrou Chueca, decorată cu culorile steagului de curcubeu în timpul săptămânii de pride LGBT

Chueca este un cartier gay în Madrid și centrul comunității LGBT din capitală. Este situat în nordul centrului, în jurul Plaza de Chueca și stația de metrou Chueca. Acum câțiva ani, cartierul era avea o faimă proastă din cauza drogurilor și prostituției. În ultimul deceniu, Chueca a devenit printre cele mai cosmopolite și la modă zone din Madrid din cauza vizibilității și prosperității mai mari a comunității gay madrilene. Zona conține buticuri internaționale și o mulțime de cafenele și terase. Noaptea, Chueca este cunoscută pentru restaurantele, barurile și cluburile sale inovatoare. În plus, există diverse magazine și servicii pentru comunitatea LGBT, precum agenții de turism, avocați și magazine cu casete video.
În ultimii ani, Chueca a devenit populară pentru toți madrilenii, nu doar pentru persoanele gay, lesbiene, bisexuale și transgen. Totuși, zona rămâne centrul cultural al comunității LGBT. De exemplu, în fiecare an este organizată un festival LGBT care atrage persoane din toată Spania. Acest festival a trecut peste rădăcinile sale gay-lesbiene și este acum printre cele mai mari evenimente culturale din Madrid, cu o participare de peste un milion de persoane.